# Масуд I (султан Рума)
Масуд I (*бл. 1095 — 1156) — 4-й султан Рума в 1116—1156 роках. Повне ім'я — Рукн ад-Дін Масуд бен Килич-Арслан. Успадкувавши від свого батька державу зі столицею в Коньї та низкою областей в Каппадокії та Галатії, до кінця свого життя він оволодів більшою частиною півострова Мала Азія.

## Життєпис

### Молоді роки
Походив з династії Сельджукидів. Старший син султана Килич-Арслана I. Народився близько 1095 року. Разом з батьком брав участь у сирійському поході. У 1107 році після поразки у битві на річці Хабур від військ султана Алеппо і султана Великих Сельджуків, де загинув його батько, потрапив у полон до династії Данішмендидів. Тут перебував до 1116 року, коли переконав Газі Гюмюштекіна звільнити себе в обмін на дружбу з майбутнім султаном Рума. Гюмюштекін розраховував, що Масуд розпочне боротьбу проти стрийка Малік-шаха, чим послабить Конійський султанат. Крім того, Масуд одружився з донькою Гюмюштекіна.
Того ж року Масуд на чолі війська рушив на здобуття трону. Біля міста Тірагія було підступно схоплено султана Малік-шаха й засліплено. після цього Масуд став новим володарем Румського (Конійського) султанату.

### Султан
Спочатку багато зробив для зміцнення центрального уряду, оскільки за часів його попередників низка емірів стали майже незалежними, султанатом блукали непідвладні орди туркменів. У 1118 році наказав задушити колишнього султана Малік-шаха. Водночас розпочав новий наступ на Візантійську імперію. 1117 року війська султанату захопили кілька міст в долині річки Меандру — Лаодікею та Созополь. Успіхам сприяла смерть у 1118 році імператора Олексія I.
У 1119 році наразився на зворотні дії нового імператора Іоанна II, який відвоював Лаодікею і Созополь. Проте Масуд зумів завдати поразки військам Костянтина Гаври, стратіг феми Трапезунд, якого було взято у полон. Втім за намови візантійців проти Масуда виступив тесть Емір Газі Гюмюштекін II.
Зміцнившись, султан Масуд розпочав війну проти брата Тогрул-Арслана, еміра Мелітени (правив за підтримки матері Айше-хатун та візира Бозбиша). Останній спирався на підтримку Артукидів. У 1124 році останній зазнав поразки від Данішмендидів й потрапив у полон. Втім, значну загрозу для Масуда становив інший брат — Малік-Арап, емір Анкіри та Кастамонлу. У 1125 році султан Масуд зазнав поразки, а Малік-Арап захопив столицю держави — Конью. Масуд, перебуваючи в Константинополі, одружився з представницею візантійської знаті. Він зрештою отримав від імператора Іоанна II військо, з яким переміг Малік-Арап, що загинув наприкінці 1128 або на початку 1129 року.
1130 року з розпорядження султана розпочато спорудження мечеті Алаеддін Камії (завершено 1221 року). Того ж року прийняв у себе вигнанців з Візантійської імперії — Іссака Комніна (третього сина імператора Олексія I) та його сина Іоанна. Водночас першим серед султанів став карбувати власну монету.
У 1136 році Ісаак та Іоанн Комнін втекли знову до Константинополя. У 1138 році, скориставшись походом візантійського імператора до Кілікійської Вірменії та князівства Антіохія, розпочав напади на землі Візантії. Зрештою у 1138 році Іоанн II вимушений був повернутися до своїх володінь, не завершивши заплановані справи.
У 1139 році видав за Іоанна Комніна, що знову перейшов на його бік, свою доньку. Натомість Іоанн Комнін навернувся в іслам, отримавши ім'я Челебі. У 1140 році спрямував війська на допомогу Мухаммеду Данішмендиду, що тримав оборону фортеці Ніксар від візантійських військ. У 1142 році втрутився у боротьбу між спадкоємцями Мухаммеда Данішмендида, фактично встановивши зверхність над цією державою.
З початку 1140-х років посилив напади на візантійські землі — західну Анатолію та залежну державу — князівство Кілікія. 1143 року захопив Джахан і Абласту. У 1143—1145 роках щорічно виступав проти емірату Мелітена. Водночас захопив у Візантії міста Анкіру та Гангри, які передав в белік молодшому синові Шаханшаху. У 1146 році проти Масуда виступив новий візантійський імператор Мануїл I, який завдав сельджуцькому війську поразки в битві при Акроїні. Також було зруйновано фортецю Філомелія. За цим ворог підійшов до Коньї, але не наважився атакувати столицю султанату, сплюндрувавши околиці. Разом з тим султан відправив частину війська вглиб візантійської території. Цим спонукав імператора до завершення військової кампанії. За умовами мирної угоду Масуд повернув Візантії замок Пракана та декілька інших фортець.
У 1147 році вирішив чинити спротив учасникам Другого хрестового походу. Цьому сприяло роздільне їх пересування. Спочатку біля Дорілея війська Масуда завдали важкої поразки Конраду III, королю Німеччини, змусивши рештки відступити до Нікеї. У 1148 році здобув перемогу біля Лаодікеї над військами Конрада III та Людовика VII, короля Франції.
1149 року Масуд I разом зі своїм сином і спадкоємцем Килич-Арсланом виступив в похід проти держав християн в Сирії. Незабаром було захоплено місто-фортецю Мараш. При цьому дозволено хрестоносцям перебратися до Антіохії. У 1150 році султан захопив міста Гьокеун, Бехісні, Гойнук, Айнтаб, Дулу і Рабан, передавши їх своєму синові Килич-Арслану. У 1152 році султан Масуд I змусив Данішмендидів визнати свою владу над ними і включив їх володіння на правах васальних до складу султанату.
У 1153 році на прохання імператора виступив проти вірменського князя в Кілікії Тороса II, що повстав проти Візантії. Втім боротьба затяглася до 1154 року. Зрештою зазнавши невдачі у гірській місцевості султан Рума вимушений був укласти з вірменським князем мирну угоду. Невдовзі він захворів, померши у 1156 році. Владу успадкував старший син Килич-Арслан II.

## Родина
- Килич-Арслан II, султан у 1156—1192 роках
- Шахіншах
- Долат

## Примітка
1. ↑  Anatolia in the Period of the Seljuks and the Beyliks, Osman Turan, The Cambridge History of Islam, Ed. Peter Malcolm Holt, Ann K. S. Lambton and Bernard Lewis, (Cambridge University Press, 1970), 239.
2. ↑  Konya, Julie A. Miller, International Dictionary of Historic Places: Southern Europe, Ed. Trudy Ring, Robert M. Salkin, Sharon La Boda, (Fitzroy Dearborn Publishers, 1995), 381.
3. ↑  Martin Sicker, The Islamic World in Ascendancy: From the Arab conquests to the siege of Vienna, (Praeger Publishers, 2000), 77.